# Бад Грененбах
Бад Грененбах (њем. Bad Grönenbach) град је у њемачкој савезној држави Баварска. Једно је од 52 општинска средишта округа Унтералгој. Према процјени из 2010. у граду је живјело 5.233 становника. Посједује регионалну шифру (AGS) 9778144.

## Географски и демографски подаци
Бад Грененбах се налази у савезној држави Баварска у округу Унтералгој. Град се налази на надморској висини од 718 метара. Површина општине износи 42,0 km². У самом граду је, према процјени из 2010. године, живјело 5.233 становника. Просјечна густина становништва износи 125 становника/km².

## Међународна сарадња
| Мјесто     | Држава  | Врста сарадње | Од    |
| ---------- | ------- | ------------- | ----- |
| Кастиленти | Италија | партнерство   | 1981. |
| Извор      |         |               |       |